# Graeme Crosby
Graeme Crosby, född 1955 är en nyzeeländsk f.d. roadracingförare.

## Roadracingkarriär
Trots att Crosby bara körde 27 stycken Grand Prix, och aldrig vann något, lyckades han bli tvåa i 1982 års säsong, efter en imponerande jämnhet. Han var dock frustrerad av Yamahas internpolitik, vilket gjorde att han slutade med GP-racing.[källa behövs] Han vann dock många tävlingar utanför GP-sammanhang, bl.a. Daytona 200 (världens längsta enförartävling), Isle of Man TT och Suzukas 8-timmarsrace. Världsmästare i Formula TT 1 1980 och 1981.